# Дарко Аћимовић
Дарко Аћимовић (Титово Ужице, 1991) је српски сликар.

## Биографија
Рођен је 1991. године у Титовом Ужицу. У раном детињству, током рата у Југославији, његова породица је била принуђена да се пресели у Јужну Африку чији је држављанин. По повратку у Србију је похађао Средњу уметничку школу за вајара. Завршио је мастер студије сликарства на Академији уметности Универзитета у Новом Саду код ментора Горана Деспотовског. Излагао је на преко четрдесет изложби у земљи и иностранству. Добитник је главне награде на Седамнаестом студентском бијеналу малог цртежа Србије, првог места на такмичењу „Ред Бул жврљ арт”, награде Академије уметности Универзитета у Новом Саду за најуспешнији уметнички рад из стручно уметничке дисциплине сликање и бронзане медаље на међународној изложби у Сао Паолу. Живи и ствара у Новом Саду, члан је Удружења ликовних уметника Србије.